# Hans Wolfgang Sachse
Hans Wolfgang Sachse (* 17. März 1899 in Dresden; † 20. Dezember 1982 in Plauen) war ein deutscher Komponist.

## Leben
Von 1909 bis 1911 lernte er an der Thomasschule zu Leipzig. Von 1919 bis 1921 studierte er am Leipziger Konservatorium Komposition (bei Paul Graener), Kontrapunkt (bei Stephan Krehl) und Opernschule (bei Otto Lohse). Parallel studierte er an der Universität Leipzig Musikwissenschaft (bei Hugo Riemann, Herbert Albert, Arnold Schering), Philosophie und Germanistik.
Nach seinem Studium wurde er Theaterkapellmeister in Plauen. Seit 1927 arbeitete er als freischaffender Komponist, Dirigent und Musikerzieher. Zum 1. Mai 1937 trat er der NSDAP bei. Nach 1945 wurde er vom sowjetischen NKWD verhaftet und verbrachte einige Jahre im Speziallager Nr. 1 Mühlberg. Im Jahre 1960 wurde ihm der Kunstpreis des Bezirks Karl-Marx-Stadt (heute Chemnitz) und 1981 der Vaterländische Verdienstorden verliehen.
Sein Nachlass befindet sich im Stadtarchiv Plauen.

## Werke (Auswahl)
- Orchester-Variationen über ein Baßthema von Debussy, op. 17, 1931 ... Thema mit sieben Variationen
- Streichquartett Nr. 4, op. 42, 1952
- Sonate für Englisch Horn und Klavier, op. 61, 1959 ... I. Bewegt, II. Ruhig, III.Heiter
- Sinfonische Variationen für Orchester, op. 67, 1960
- Sinfonia serena für Orchester, op. 70, 1961 ... I. Allegro, II. Andante, ma molto tranquillo, III. Allegro
- Sonate für Horn und Klavier, op. 71, 1962 ... I. Allegro energico, II. Andante sostenuto, III. Allegro molto - Allegretto scherzando
- Gruß an die Republik, op. 77, 1964 ... Festliche Musik für Pionierstreichorchester, Viol. 1 und 2, Viola, Cello und Bass
- Suite für Kammerorchester, op. 86, 1967 ... Variationen über vier alte Weisen: I. So treiben wir den Winter aus (16. Jahrhundert), II. Tanzlied im Maien (Th. Morlay, um 1600), III. Der grimmige Tod mit seinem Pfeil (um 1525), IV. Von der edlen Musik (V. Rathgeber, 1733)
- Kantate Wissen ist Macht, Uraufführung 1972
- Drei Holzschnitte zum deutschen Bauernkrieg für Orchester, op. 106, 1975 ... I. Ich armes Brüderlein klag mich sehr, II. Es ist ein Schnitter, der heißt Tod, III. Wir sind der Geyers schwarzer Haufen

## Dokumente
Briefe von Hans Wolfgang Sachse befinden sich im Bestand des Leipziger Musikverlages C.F.Peters im Staatsarchiv Leipzig.